# حشره‌خوار دندان‌سفید
حشره‌خواران دندان‌سفید (نام علمی: Crocidurinae) نام یکی از سه زیرخانواده از تیره حشره‌خواران است. دلیل نام‌گذاری این گروه از حشره‌خواران این است که لایه بیرونی دندان‌هایشان برخلاف حشره‌خوارهای دندان‌سرخ، سفید است. این جانوران اغلب در آفریقا، جنوب اروپا، و آسیا یافت می‌شوند.

## رده‌بندی
زیرخانواده Crocidurinae
- سرده Crocidura (حشره‌خوارهای دندان‌سفید) – شامل بیش از ۱۸۰ گونهٔ زنده که بزرگ‌ترین سرده در میان پستانداران به‌شمار می‌رود.
- سرده Diplomesodon
  - حشره‌خوار پیبالد، Diplomesodon pulchellum
- سرده Feroculus
  - حشره‌خوار پنجه‌بلند کلارت، Feroculus feroculus
- سرده Paracrocidura (حشره‌خوارهای سربزرگ)
  - حشره‌خوار سربزرگ گروئر، Paracrocidura graueri
  - حشره‌خوار سربزرگ بزرگ، Paracrocidura maxima
  - حشره‌خوار سربزرگ کوچک، Paracrocidura schoutedeni
- سرده Ruwenzorisorex
  - حشره‌خوار روونزوری، Ruwenzorisorex suncoides
- سرده Scutisorex
  - حشره‌خوار زره‌پوش، Scutisorex somereni
  - حشره‌خوار تور، Scutisorex thori
- سرده Solisorex
  - حشره‌خوار پنجه‌بلند پیرسون، Solisorex pearsoni
- سرده Suncus
  - حشره‌خوار تایتا، Suncus aequatorius
  - حشره‌خوار سیاه، Suncus ater
  - حشره‌خوار دی، Suncus dayi
  - حشره‌خوار اتروسی، Suncus etruscus
  - حشره‌خوار سریلانکایی، Suncus fellowesgordoni
  - حشره‌خوار کوتوله بورنئو، Suncus hosei
  - حشره‌خوار کوتوله ریزجثه، Suncus infinitesimus
  - حشره‌خوار کوتوله بزرگ، Suncus lixus
  - حشره‌خوار کوتوله ماداگاسکار، Suncus madagascariensis
  - حشره‌خوار کوتوله مالزی، Suncus malayanus
  - حشره‌خوار آویزان، Suncus megalura
  - حشره‌خوار فلورس، Suncus mertensi
  - حشره‌خوار فرابوم آسیایی، Suncus montanus
  - حشره‌خوار خانگی آسیایی، Suncus murinus
  - حشره‌خوار کوتوله رمی، Suncus remyi
  - حشره‌خوار اندرسون، Suncus stoliczkanus
  - حشره‌خوار کوتوله جنوب آفریقا، Suncus varilla
  - حشره‌خوار جنگلی، Suncus zeylanicus
- سرده Sylvisorex (حشره‌خوارهای جنگلی)
  - حشره‌خوار جنگلی کامرون، Sylvisorex cameruniensis
  - حشره‌خوار جنگلی گرنت، Sylvisorex granti
  - حشره‌خوار جنگلی هاول، Sylvisorex howelli
  - حشره‌خوار جنگلی بیوکو، Sylvisorex isabellae
  - حشره‌خوار جنگلی جانستون، Sylvisorex johnstoni
  - حشره‌خوار کونگانا، Sylvisorex konganensis
  - حشره‌خوار جنگلی ماه‌وار، Sylvisorex lunaris
  - حشره‌خوار جنگلی ماونت کامرون، Sylvisorex morio
  - حشره‌خوار جنگلی بزرگ، Sylvisorex ollula
  - حشره‌خوار جنگلی کوچک، Sylvisorex oriundus
  - حشره‌خوار جنگلی بارانی، Sylvisorex pluvialis
  - حشره‌خوار آتشفشان، Sylvisorex vulcanorum